# سینمای کویت
سینمای کویت (انگلیسی: Cinema of Kuwait) یک صنعت کوچک است. با این همه به لحاظ تنوع سالن سینما در شهرهای کویت و استاندارهای روز مانند فرمت فیلم‌های آی‌مکس و تکنولوژی پروژکتورها، کویت بهترین وضعیت را در بین تمام منطقه خاورمیانه بسته به وسعت و جمعیت خود دارد. از سال ۱۹۲۰ تا ۱۹۷۱ آنچه که در سالن‌های سینمای کویت اکران می‌شد فیلم‌های آمریکایی و انگلیسی بود. در حقیقت ارتزاق این سینما، وابسته به واردات فیلم‌های خارجی و نمایش آنها در سینماهای کویت بود.
نسل جدید کویت به ویژه سینماگرانی که در دهه ۷۰ بدنه سینمای کویت را تشکیل دادند، اعتقاد داشتند که امپریالیسم آمریکا یک مشکل جدی در شکل‌گیری سینمای عربی به‌طور کلی در جهان عرب و به ویژه سینمای کویت بود. همچنین این افراد باور داشتند این عمل باعث شد تا برای چندین دهه فرهنگ و تاریخ کویت مرعوب شود و نتواند به جامعه جهانی عرضه گردد. در اوایل دهه ۶۰ با سرو شکل گرفتن تلویزیون محلی کویتی‌ها سعی کردند با تولید و پخش محتوای محلی در کانال‌های تلویزیونی، هویت ملی خود را حفظ کنند و در این کار رسانه‌ای عملاً موفق بودند. با این همه هنوز هیچ خبری از تولید ملی فیلم نبود.

## دهه ۷۰ و عصر طلایی سینمای کویت
در ۱۹۷۲ دریای بی رحم (The Cruel Sea) به عنوان اولین فیلم بلند تاریخ سینمای کویت توسط خالد الصدیق کارگردانی شد. درام ۱۰۶ دقیقه‌ای او که به تاریخ و فرهنگ کویت می‌پرداخت به عنوان نماینده سینمای این کشور برای حضور در بخش جایزه اسکار بهترین فیلم بین‌المللی به چهل و پنجمین دوره جوایز اسکار معرفی شد که البته در بین ۲۲ رقیب برای مرحله نهایی رای نیاورد.
در ۱۹۷۶ عروسی زین (The Wedding of Zein) به عنوان دومین فیلم خالد الصدیق که اقتباسی از رمان معروف ادبیات عرب به همین نام نوشته الطیب صالح بود، ساخته و روانه اکران شد. این فیلم نیز به عنوان نماینده سینمای کویت به پنجاه و یکمین دوره جوایز اسکار در سال ۱۹۷۶ معرفی شد.
اما مهمترین اتفاق برای سینمای کویت فیلمبرداری بخش‌هایی از فیلم محمد رسول‌الله ساخته مصطفی عقاد در این کشور بود. به جز کویت این فیلم در کشورهای لبنان، لیبی و مراکش نیز فیلمبرداری شد.

## فیلم‌هایی که تمام یا بخشی از آن در کویت فیلمبرداری شدند

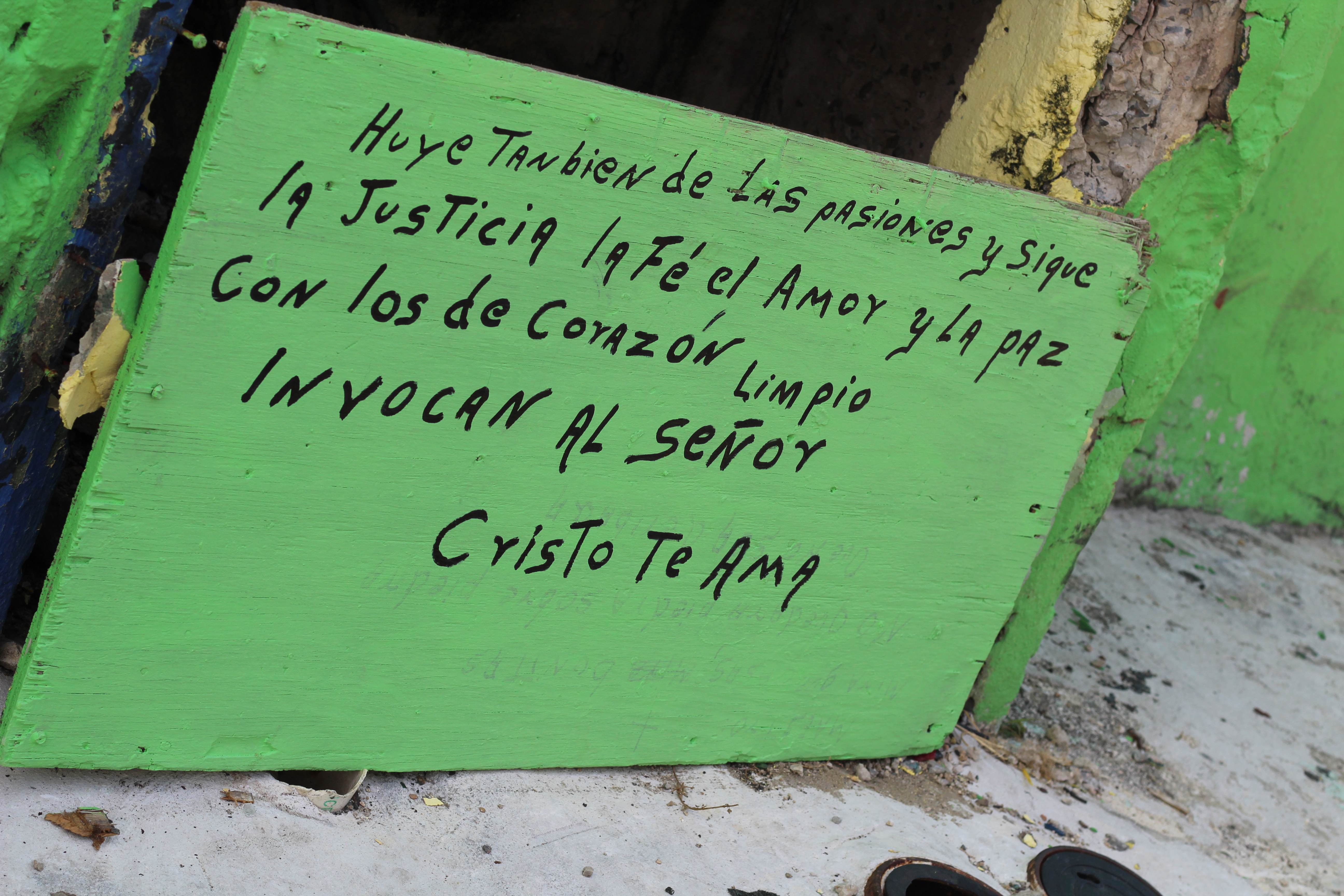
مهمترین اتفاق سینمای کویت فیلمبرداری بخش‌هایی از فیلم محمد رسول‌الله ساخته مصطفی عقاد محصول ۱۹۷۶ است.

- مهمترین اتفاق سینمای کویت فیلمبرداری بخش‌هایی از فیلم محمد رسول‌الله ساخته مصطفی عقاد محصول ۱۹۷۶ است.محمد رسوال‌الله (۱۹۷۶)
- بهترین دفاع (۱۹۸۴)
- عمو سام (۱۹۹۶)
- سه پادشاه (۱۹۹۹)
- جارهد (۲۰۰۵)
- سی دقیقه پس از نیمه‌شب (۲۰۱۲)

## جشنواره‌های سینمایی
جشنواره‌های سینمایی در کویت نسبت به جمعیت و مساحت این کشور کم هستند. با این همه فستیوال فیلم‌های عربی که مشخصا در آن فیلم‌هایی به زبان عربی و محصول کشورهای عرب زبان در گستره خاورمیانه برگزار می‌شود که شهر کویت نیز در سال ۲۰۰۹ میزبان جشنواره فیلم کاروان سبز بود.
جشنواره فیلم جوان کویت (Kuwait Young Film Festival) نیز که از سال ۲۰۱۵ شروع شده به آثار کوتاه فیلمسازان زیر ۳۰ سال این کشور اختصاص دارد.

## آمار و ارقام
۵۹ فیلم سینمایی از سال ۱۹۷۲ تا ۲۰۱۸ در کویت ساخته شده که نیمی از آن‌ها محصول مشترک بوده‌اند. در حال حاضر در کویت ۶۱ سالن سینمای مجهز وجود دارد. تولید سالیانه فیلم بلند در کویت نیز ۱ عدد اعلام شده و جمعیت سینما روی این کشور نیز ۲ میلیون و ۲۰۰ هزار نفر در سال برآورد شده‌است.